# Красногорская поселковая администрация
Красного́рская поселко́вая администра́ция (каз. Красногор кенттік әкімдігі) — административная единица в составе Есильского района Акмолинской области Республики Казахстан. Административный центр — поселок Красногорский.

## История
По состоянию на 1989 год, на территории нынешней администрации существовали Красногорский поссовет (пгт. Красногорский), Игликский (село Иглик) и Калачаевский (село Калачи) сельсоветы.
Красногорская поселковая администрация как территориально-административная единица образована в 1998 году на базе Красногорского поселкового совета.

## Население
| Динамика численности населения | Динамика численности населения |
| 1999                           | 2009                           |
| ------------------------------ | ------------------------------ |
| 3 408                          | 1 467                          |

## Состав
В нынешний момент в состав администрации входят 3 населённых пункта:
| № | Населённый пункт | Тип населённого пункта          | Население, 1989 | Население, 1999 | Население, 2009 |
| - | ---------------- | ------------------------------- | --------------- | --------------- | --------------- |
| 1 | Иглик            | село                            | 689             | 504             | 325             |
| 2 | Калачи           | село                            | 1 042           | 814             | 647             |
| 3 | Красногорский    | посёлок, административный центр | -               | 2 090           | 495             |

## Экономика
В администрации зарегистрировано 5 субъектов малого предпринимательства, в том числе 2 ИП имеют магазины и занимаются продажей продовольственных и промышленных товаров.
В целом, в администрации экономически активного населения на начало 2022 года составило 297 человек. Занято в сельском хозяйстве 92 человека, в социальной сфере 106 человек, в сфере предпринимательства 10 человек, самозанятых 89 человек.

## Объекты администрации

### Объекты образования
В администрации функционирует 1 основная Игликская школа с контингентом 43 учащихся, 1 начальная школа в селе Калачи. 
На базе Калачевской начальной школы действует мини-центр на 16 мест. На базе Игликской основной школы действует мини-центр на 15 мест.

### Объекты здравоохранения
Имеются 1 ФАП, 1 мед. пункт. Оказание медицинской помощи в округе осуществляется силами 1 фельдшера и 1 средним медицинским работником.

### Объекты культуры и спорта
В округе функционирует 1 ДК, 1 библиотека и в каждом селе библиотечный пункт, 2 спортзала (школьные) и 1 спортплощадка.

## Коммунальные услуги
Водой обеспечены все населённые пункты. 
Дороги местного значения составляют протяженностью 40 км, в том числе с твердым покрытием 28 км.
АТС обслуживает 59 проводных телефонов и 10 терминалов. Имеется отделение АО «Казпочта».

## Управление
По итогам выборов акимов сельского уровня 25 июля 2021 года, акимом администрации был избран представитель партии «Нур Отан» Шайхистанов Нурдаулет Жанахметович 1978 года рождения, набравший 162 голосов из 367 (44,14%).